# 野中駅 (静岡県)
野中駅（のなかえき）は、静岡県小笠郡大須賀町（現 掛川市）大渕にあった静岡鉄道駿遠線の駅である。

## 駅構造
- ホーム - 1面2線 + 1面1線[1]。
- 基面 - 約24m[1]。

## 沿革
- 1925年4月7日 - 中遠鉄道野中駅として開業[2]。
- 1941年 - 映画『歌へば天国』（主演 古川ロッパ）の撮影地となる[3]。
- 1943年5月15日 - 陸運統制令に基づき他の交通事業者4社と合併し、静岡鉄道野中駅となる[4]。
- 1967年8月27日 - 廃駅[5]。

## 映画
『歌へば天国』（1941年）
野中駅が撮影地となった映画。製作者、出演者などは次の通り。
- 東宝映画（東京撮影所）製作
- 1941年6月10日 東宝系
- 8巻 1,897m 69分 白黒
- 製作 - 滝村和男
- 監督 - 山本薩夫、小田基義
- 脚本 - 如月敏、岸松雄、山崎謙太
- 原作 - 古川ロッパ
- 撮影 - 平野好美
- 音楽 - 古賀政男
- 美術 - 安倍輝明
- 録音 - 三上長七郎
- 出演 - 古川ロッパ、藤山一郎、山根寿子、渡辺篤、益田喜頓、松平晃、高杉妙子

## 隣の駅
静岡鉄道駿遠線
野賀駅 - 野中駅 - 河原町駅